# Anomala samarensis
Anomala samarensis är en skalbaggsart som beskrevs av Ohaus 1923. Anomala samarensis ingår i släktet Anomala och familjen Rutelidae. Inga underarter finns listade i Catalogue of Life.